# Unterwassertunnel

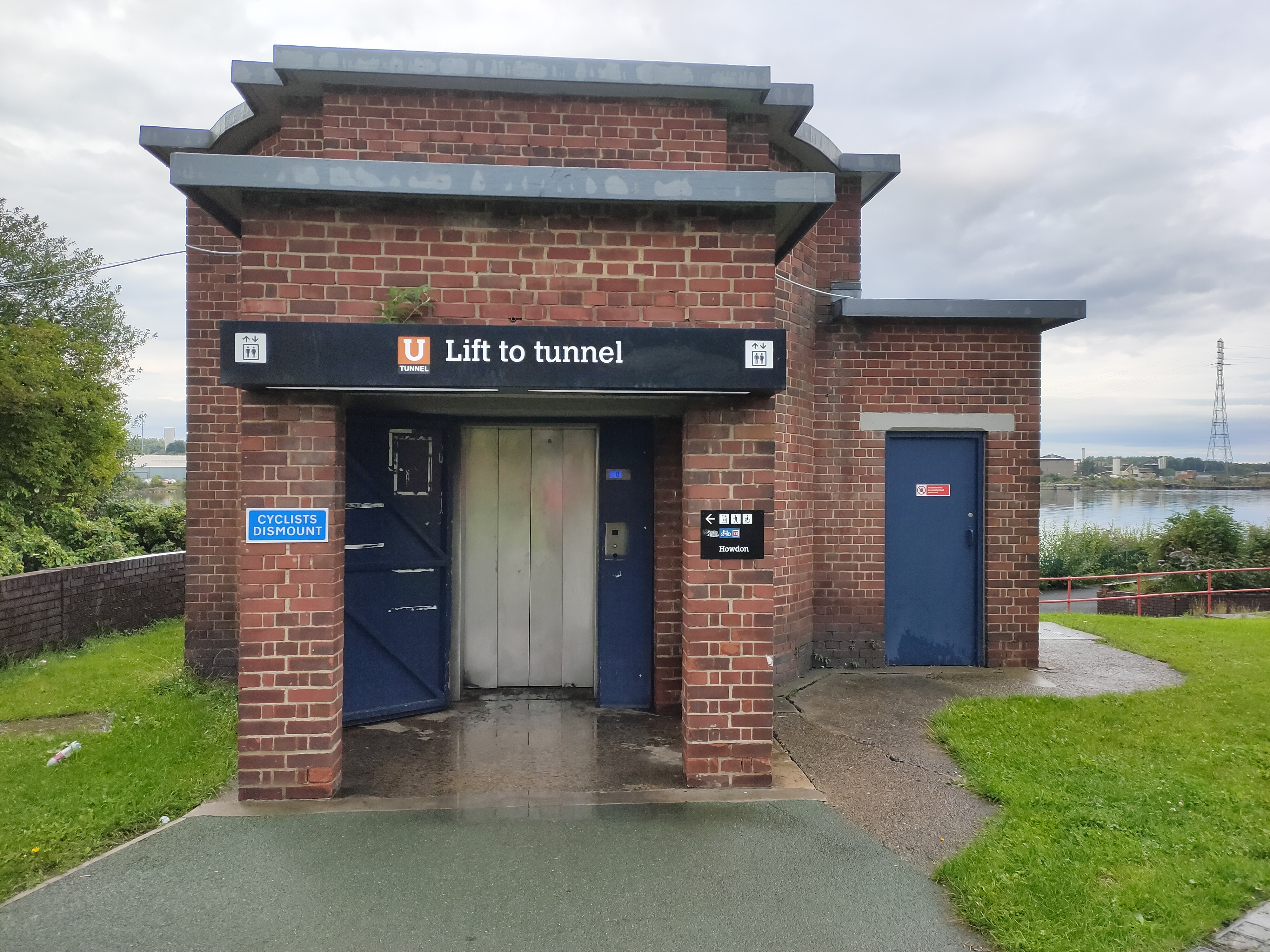
Unterwassertunnel unter dem River Tyne (England), 2023

Ein Unterwassertunnel ist ein Tunnel unter einem Fluss oder einer Meerenge und kann als (teurere) Alternative zu einer Brücke errichtet werden. Der Bau von Unterwassertunneln erfolgt oft bei der Querung von Wasserwegen, welche von großen Schiffen befahren werden, da Unterwassertunnel keine Limitierung der Durchfahrtshöhe für den Schiffsverkehr darstellen.
Insbesondere für Eisenbahnen stellen Unterwassertunnel bei flacher Topografie eine geeignete Alternative zu einer Hochbrücke dar, weil sie eine steigungsarme Streckenführung gestatten.
Ägypten
- Ahmed-Hamdi-Tunnel unter dem Suezkanal

Australien
- Sydney-Harbour-Tunnel

Belgien
- Kennedytunnel in Antwerpen
- Liefkenhoektunnel in Antwerpen
- Waaslandtunnel in Antwerpen

China
- Shiziyang-Tunnel
- Xiamen Xiang'an Tunnel
- Jiaozhou-Bucht-Tunnel
- Xiamen Haicang Tunnel
- Taihu-Tunnel[1][2]

Dänemark
- Drogdentunnel
- Großer-Belt-Bahntunnel

Dänemark/Deutschland
- Fehmarnbelttunnel (im Bau)

Deutschland
- Alter Elbtunnel (Straßenverkehr einschließlich Fußgänger)
- Neuer Elbtunnel (Straßenverkehr, Autobahn)
- Emstunnel (Straßenverkehr, Autobahn)
- Herrentunnel
- Kanaltunnel Rendsburg (Straßenverkehr, vierspurige Bundesstraße)
- Warnowtunnel
- Wesertunnel
- Tunnel der S-/U-Bahn-Linie „102“ Mülheim an der Ruhr, unter der Ruhr
- Tunnel der U-Bahn Frankfurt am Main (A-Strecke) und der S-Bahn Rhein-Main (City-Tunnel) unter dem Main
- mehrere Tunnel der U-Bahn München (U1/2 und U4/U5) und S-Bahn (Stammstrecke [Rosenheimer Platz ↔ Isartor]) unter der Isar
- Tunnel der U-Bahn-Linie 2 der U-Bahn Nürnberg (Röthenbach ↔ Hohe Marter) unter dem Main-Donau-Kanal
- Elbquerung (A 20) (geplant)
- Fehmarnsundtunnel (geplant)

Estland/Finnland
- Helsinki-Tallinn-Tunnel (in Überlegung)

Färöer
- Eysturoyartunnilin
- Norðoyatunnilin
- Sandoyartunnilin
- Suðuroyartunnilin (geplant)
- Vágatunnilin

Frankreich
- Tunnel du Vieux-Port de Bastia
- Tunnel du Vieux-Port de Marseille

Frankreich/Vereinigtes Königreich
- Eurotunnel unter dem Ärmelkanal

Hongkong
- Cross-Harbour Tunnel

Irland
- Jack Lynch Tunnel in Cork

Island
- Hvalfjarðargöng

Japan
- Seikan-Tunnel
- Tōkyō-wan-Aqua-Line

Kanada
- Main Street Tunnel
- Pont-tunnel Louis-Hippolyte-La Fontaine
- Thorold-Tunnel unter dem Welland-Kanal

Niederlande
- Eisenbahntunnel Velsen
- Autobahntunnel Velsen
- Hemtunnel (Eisenbahnstrecke Amsterdam–Zaandam)
- Coentunnel
- IJtunnel (Straßentunnel)
- Zeeburgertunnel
- Wijkertunnel
- Metro-Tunnel Amsterdam
- Beneluxtunnel, Rotterdam
- Maastunnel, Rotterdam
- U-Bahn-Tunnel, Rotterdam
- Willemsspoortunnel, Rotterdam
- Westerscheldetunnel
- Botlektunnel, Rijksweg 15
- Noordtunnel, Rijksweg 15
- Drechttunnel, Rijksweg 16
- Heinenoordtunnel, Rijksweg 29
- Vlaketunnel, Rijksweg 58

- Naviduct Krabbersgat

Norwegen
- Bømlafjordtunnel
- Byfjordtunnel
- Eiksundtunnel
- Ellingsøytunnel
- Freifjordtunnel
- Frøyatunnel
- Godøytunnel
- Halsnøytunnel
- Hitratunnel
- Hvalertunnel
- Ibestadtunnel
- Karmøytunnel
- Mastrafjordtunnel
- Nordkaptunnel
- Oslofjordtunnel
- Ryfylketunnel, mit 14.400 Metern längster Straßen-Unterwassertunnel der Welt und mit 292 Metern unter dem Meeresspiegel der tiefste Straßentunnel der Welt
- Sløverfjordtunnel
- Tromsøysundtunnel
- Valderøytunnel
- Vardøtunnel

Polen
- Swinetunnel (Straßenverkehr)
- Tunnel unter der Toten Weichsel
- Weichsel-Tunnel der Linie M2 der Metro Warschau

Russische Föderation/Vereinigte Staaten
- Beringstraßentunnel (in Überlegung)

Schweiz
- Hirschengrabentunnel der S-Bahn Zürich, unterquert die Sihl und die Limmat

Singapur
- Tunnel des Marina Costal Expressway

Spanien/Marokko
- Gibraltartunnel (in Überlegung)

Südkorea
- Tunnel der Busan–Geoje-Verbindung

Türkei
- Marmaray-Tunnel
- Eurasien-Tunnel, Istanbul

Vereinigte Staaten
- Holland-Tunnel und Lincoln-Tunnel unter dem Hudson River in New York City
- Bankhead Tunnel in Mobile, Alabama
- Chesapeake Bay Bridge-Tunnel
- Port Miami Tunnel, Miami, Florida
- Transbay Tube, San Francisco/Oakland
- Monitor–Merrimac Memorial Bridge–Tunnel

Vereinigtes Königreich
- Greenwich-Fußgängertunnel unter der Themse
- Kingsway-Tunnel in Wallasey unter dem Fluss Mersey
- Queensway-Tunnel unter dem Mersey
- Severn-Tunnel (Eisenbahn)